# Nollywood
Nollywood is de (officieuze) naam voor de filmindustrie in Nigeria. In aantal uitgebrachte films heeft Nigeria de op een na grootste filmindustrie ter wereld, na Bollywood (India), groter dan Hollywood (Verenigde Staten), met een jaarlijkse productie van 1000 tot 2000 films en een omzet die geschat wordt op 3,3 miljard Amerikaanse dollar per jaar. De filmindustrie is de op een na grootste werkgever van het land.
De films worden gemaakt met een budget dat meestal niet hoger is dan 15000 dollar en de opnames nemen meestal maar een week in beslag. Vaak wordt gebruikgemaakt van een enkele handcamera.
De films worden zelden in bioscopen gedraaid, maar uitgebracht op dvd of video en bekeken in de huiskamer.
Kenmerkend voor Nollywoodfilms is dat zij zeer nauw aansluiten bij de belevingswereld van Afrikanen. Vaak terugkerende thema’s zijn magie, de wonderbaarlijke genezing van zieken, corruptie en arme mensen die rijk worden.
Critici (zowel binnen als buiten Nigeria) menen dat de films zwakke plotten en dialogen hebben, maar desondanks is Nollywood erin geslaagd om de Amerikaanse films in Nigeria en enkele andere Afrikaanse landen vrijwel volledig te vervangen.

## Geschiedenis
De eerste Nollywoodfilms verschenen in de jaren 1970. Het echte succes begon met de film Living in Bondage uit 1992. Hierin was te zien hoe een rijke man zijn vrouw ritueel offerde om op die manier zijn rijkdom te behouden.
In de beginjaren werden de films meestal in lokale Nigeriaanse talen gesproken, bijvoorbeeld in het Yoruba of in het Hausa, maar om het publiek in andere landen te kunnen bereiken werd steeds meer overgegaan op het Engels. Tegenwoordig worden veel films al in Nigeria van Franstalige ondertiteling voorzien.

## Galerij

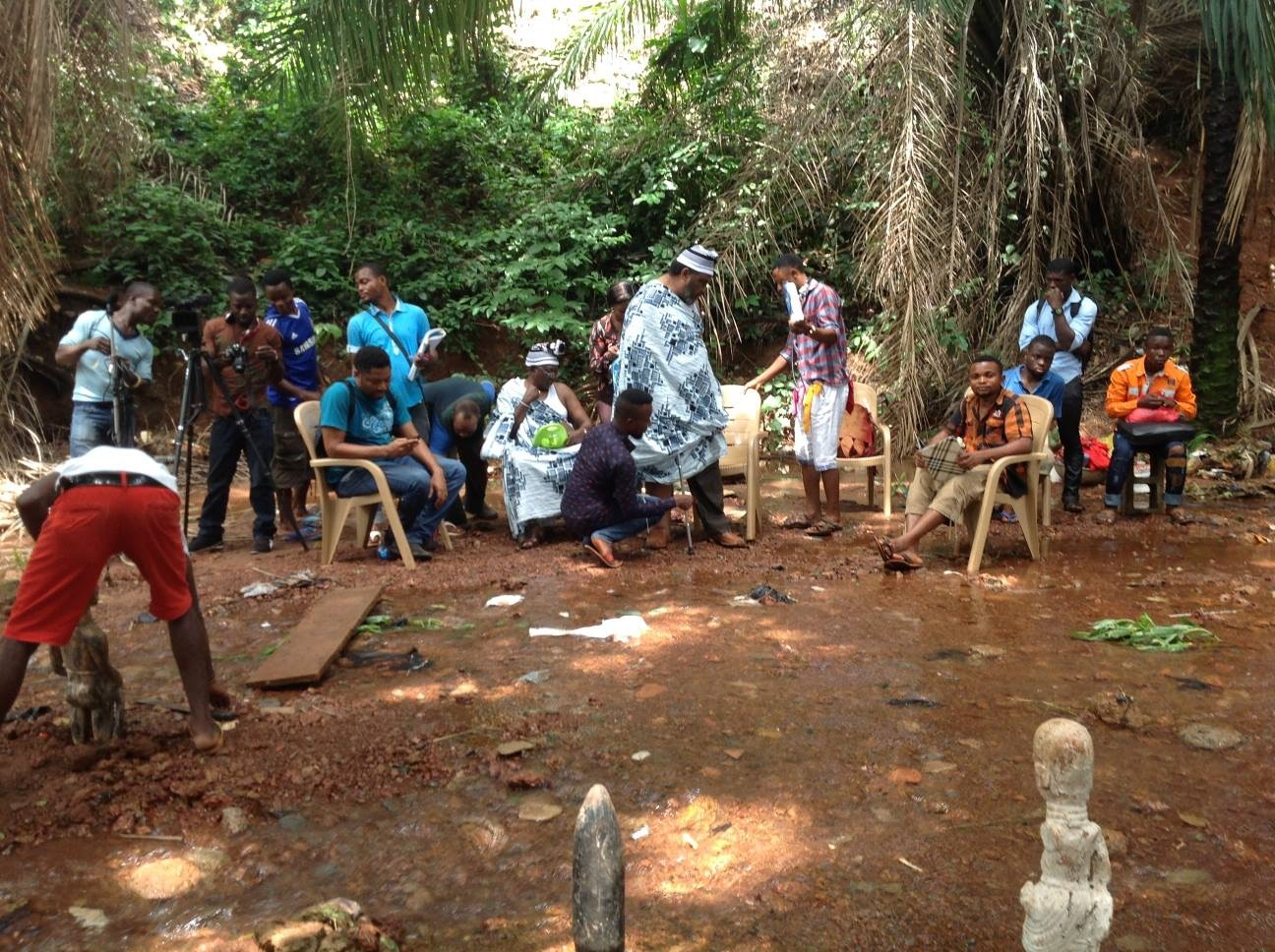
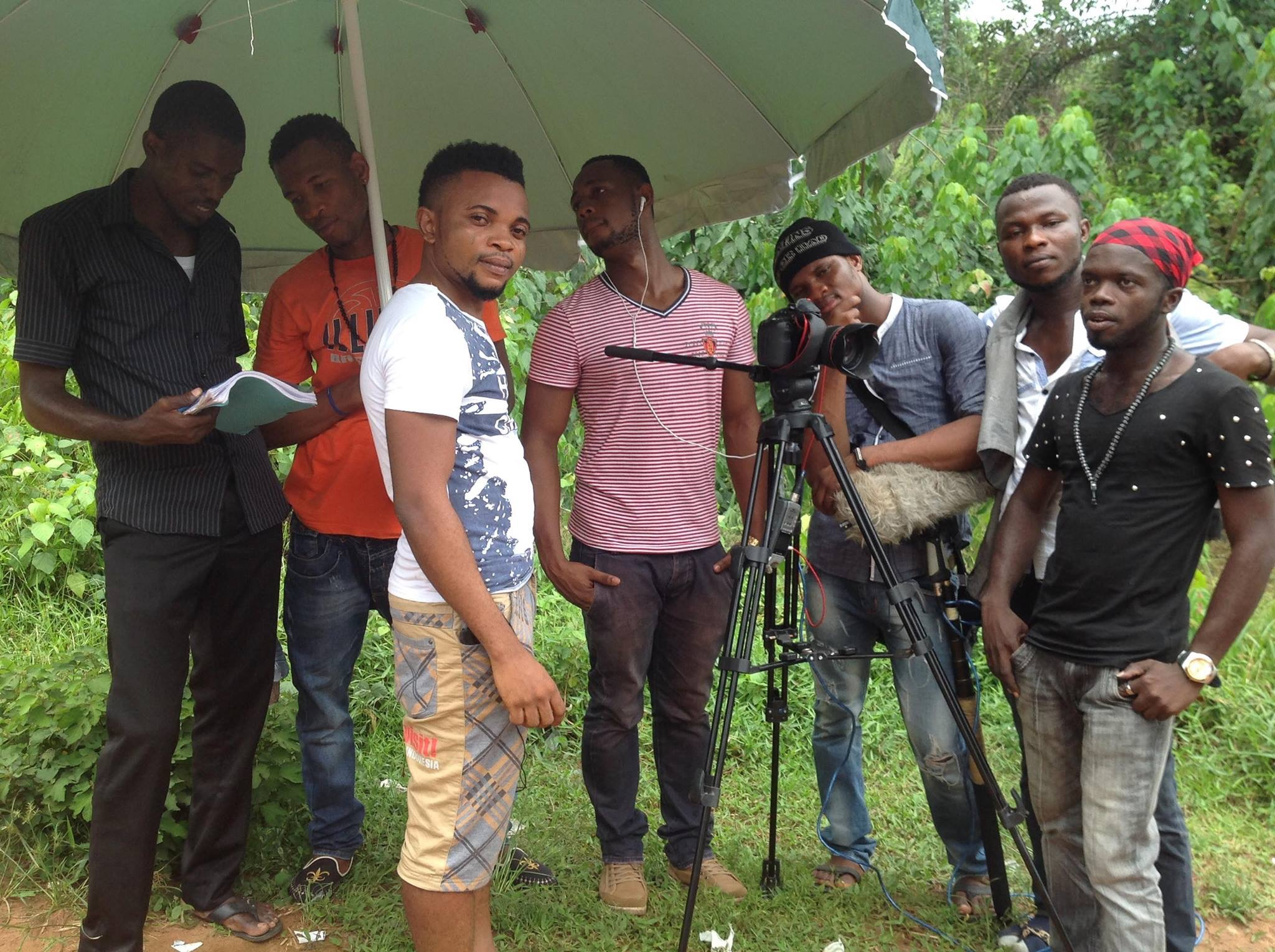
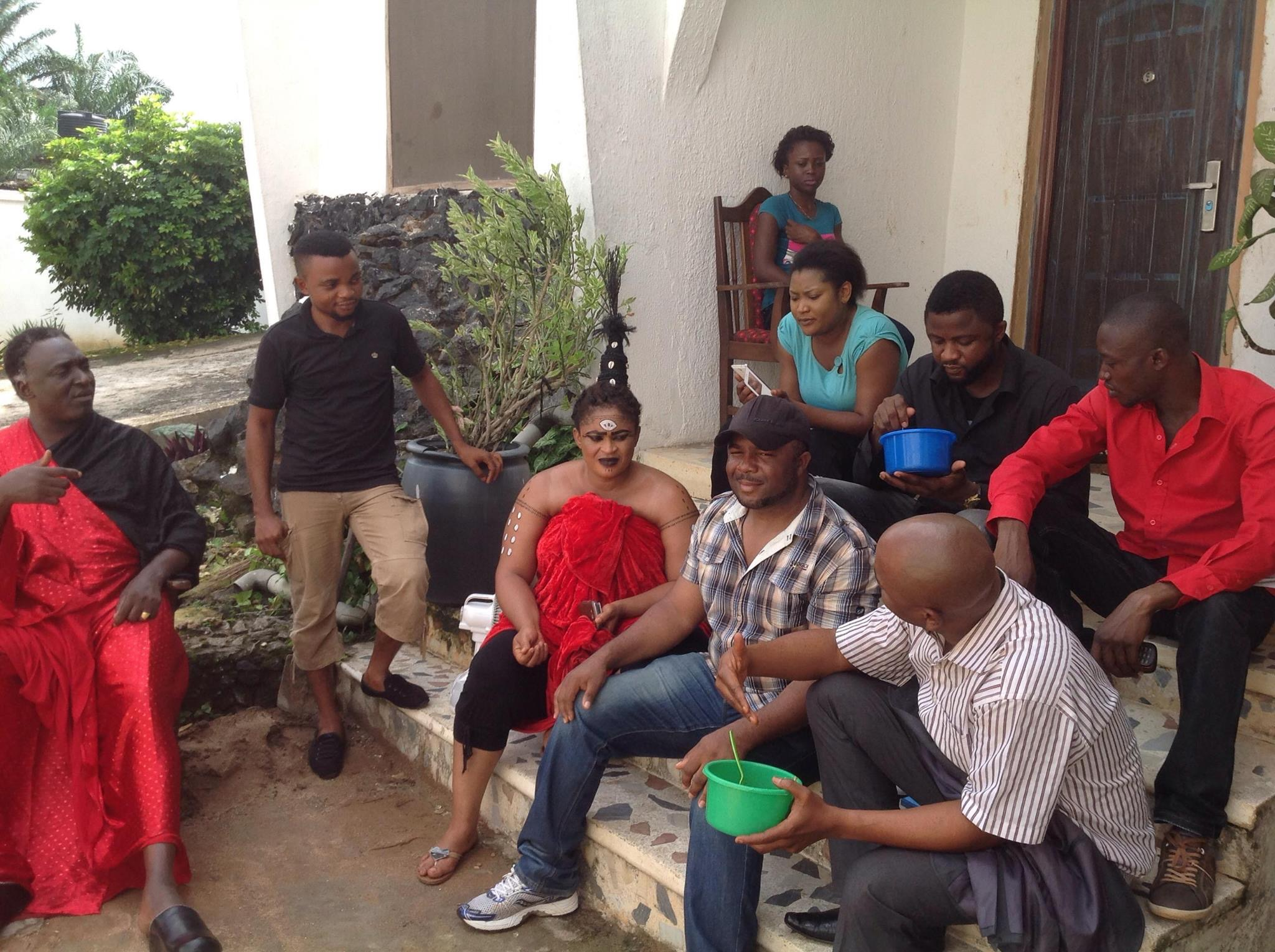
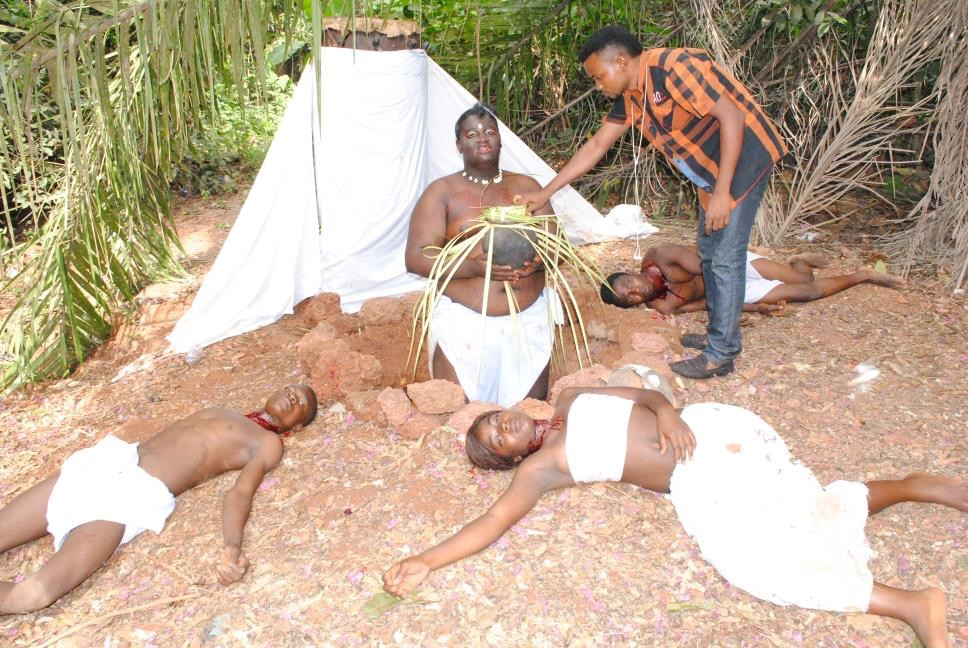

## Beroemde Nollywoodsterren (selectie)
- Genevieve Nnaji
- Osita Iheme
- Chinedu Ikedieze
- Kate Henshaw-Nuttal
- Richard Mofe Damijo
- Yvonne Shanneyz